# كرامتي (فلم)
كرامتي  فيلم دراما مصري للمخرج أشرف فهمي عام 1979  كتب القصة والسيناريو والحوار أحمد عبد الوهاب. الفيلم من بطولة نجوى إبراهيم، عماد عبدالحليم (في ثاني ظهور له في السينما بعد فيلم «وانتهى الحب» وأول بطولة مطلقة)، سعيد صالح، نبيل بدر، ليلى فهمي، ومحمد خيري  وتدور الأحداث حول الزوجة الشابة أمل التي تواجه خيانة زوجها بالتصميم على الانتحار، ويحول دون ذلك شاب لا تعرفه ولكنه ينقذها ويقع في حبها.
صدر الفيلم إلى دور العرض المصرية في 23 أغسطس 1979.
منح موقع قاعدة بيانات الأفلام العربية «السينما.كوم» الفيلم درجة 4.8/ 10.

## طاقم التمثيل
نجوى إبراهيم: في دور أمل
عماد عبد الحليم: في دور طارق
سعيد صالح: في دور حسن (صديق طارق)
محمد خيري: في دور صلاح (زوج أمل)
ليلى فهمي: في دور زينب (شقيقة طارق)
نبيل بدر: في دور حامد (زوج زينب شقيقة طارق)
إنعام سالوسة: في دور أمنية (شقيقة أمل)
علي عز الدين: في دور والد أمل
علي الشريف: في دور حسين عبد المولى مدبولي (حارس الشاطئ)
مظهر أبو النجا: في دور نادل مقهى الطريق الزراعي
حافظ أمين: في دور مصطفى
نبوية سعيد: في دور زوجة مصطفى
بدرية عبد الجواد: في دور عشيقة حسن
مدحت غالي: في دور مدير المسرح
محمد سليمان: في دور البستاني
شكري منصور: في دور الطبيب
عاطف رزق: في دور عامل محطة الوقود
بالاشتراك مع: عبد الغني النجدي - فوزية عبد العليم.

## أغاني الفيلم
قام عماد عبد الحليم بغناء 5 أغنيات:
صباح الخير (كلمات حسين السيد وألحان محمد الموجي)
أنت حببتي (كلمات عاطف رزق  وألحان محمد علي سليمان)
النهاردة يوم جديد (كلمات حسين السيد وألحان محمد الموجي)
بحر الهنا (كلمات حسين السيد وألحان محمد الموجي)
عابر سبيل (كلمات حسين السيد وألحان محمد الموجي) 

## أحداث الفيلم
يعيش طارق (عماد عبد الحليم) مع شقيقته زينب (ليلى فهمي) التي تولت تربيته بعد وفاة والديه، وهو طالب بكلية الهندسة بجامعة الأسكندرية، وعضو فاعل باللجنة الفنية، حيث يغني ويلحن، كما انه يساعد زوج شقيقته حامد (نبيل بدر) بالعمل سائق سيارة أجرة. يتفاجأ طارق، أثناء رحلة مع زملائه إلى شاطئ العجمي، بفتاة تلقي بنفسها في البحر بملابسها، ويسارع طارق وينقذها، وينقلها إلى «شالية» كانت استأجرته بالأمس، كما أخبره حارس الشاطئ حسين (علي الشريف). يحمل طارق في اليوم التالي إلى الفتاة، التي علم منها أن إسمها أمل (نجوى إبراهيم)، بعض الطعام وملابس من شقيقته زينب. يستمر طارق في زياراتها حتى تطمئن نفسها وتستعيد ثقتها ورغبتها في الحياة. يشعر طارق بعاطفة جياشة لأمل التي بدأت مشاعرها تتحرك نحوه، ولكنها تقرر الابتعاد والعودة للقاهرة. يحاول طارق اللحاق بها مستخدماً سيارة صديقه حسن (سعيد صالح)، ولكنه يفتقدها في شوارع المعادي. أمل متزوجة من صلاح (محمد خيري) بعد قصة حب عنيفة، ولكنها اكتشفت مؤخرا خيانته لها مع السكرتيرة، فلم تتحمل، وأبت كرامتها أن تستمر معه، فتقرر السفر للإسكندرية، حتى لا يلاحظ والدها المريض (علي عزالدين) حالتها المضطربة، واستأجرت نفس الشالية، الذي قضت فيه شهر العسل مع صلاح، حيث قررت التخلص من حياتها. يطلب صلاح من أمل أن تسامحه لغلطة في لحظة ضعف، وتسأله ماذا لو صادفت هي نفسها حالة ضعف وخانته، ماذا كان سيفعل معها؟ وعندما أعترض، قررت عدم الصفح عنه، إنتصاراً لكرامتها. يتمكن طارق من الوصول لمنزل أمل، مسترشداً بسيارتها، وتقابله خارج منزلها، وتخبره أنها متزوجة، وتعرضت لخيانة زوجها الذي تحبه، وإنه صاحب فضل عليها بإنقاذ حياتها، وتحبه مثل أخيها، وطبعت قبلة على وجنته، وراءهما صلاح، واسرعت وراءه أمل، لتشرح له الحقيقة، ولكن سيارة صدمتها، ونقلها طارق للمستشفى. في المستشفى يخبرها طارق، أنه سيقابل زوجها ويخبره باخلاصها له. يسمع صلاح هذا الحوار ويندم على فعلته، ويطلب من أمل العفو عنه، ويعد بعدم العودة للخيانة مرة أخرى. يعود طارق للإسكندرية، بعد أن مر بتجربة حب كبيرة.

## روابط خارجية
- مقالات تستعمل روابط فنية بلا صلة مع ويكي بيانات
- كرامتي على موقع الدهليز
- كرامتي على موقع كاروهات

https://www.tvguide.com/movies/karamati/review/2030403311/ كرامتي (فيلم)